# Alonso Fernández de Avellaneda
Alonso Fernández de Avellaneda es el seudónimo del autor del libro conocido como el Quijote de Avellaneda (cuyo título original es Segundo tomo del ingenioso hidalgo don Quijote de la Mancha), publicado, según su pie de imprenta falso, en Tarragona en el año 1614. Hasta el momento, no hay un acuerdo sobre su identidad, aunque se ha propuesto una serie de posibilidades.

## Publicación
En 1614 aparece como impreso en Tarragona, al cuidado del librero, el Segundo tomo del ingenioso hidalgo Don Quijote de la Mancha, que contiene su tercera salida: y es la quinta parte de sus aventuras, compuesto por el licenciado Alonso Fernández de Avellaneda, natural de la villa de Tordesillas.
La suya no constituye la única imitación del libro en tiempos de Miguel de Cervantes, pero sí la más importante en su época como para ser citada en la segunda parte de Don Quijote que apareció publicada al año siguiente.
Para sorpresa general (siempre fue considerada una obra menor por los comentaristas cervantinos), se ha demostradodonde que el Quijote de Avellaneda alcanzó éxito entre los lectores, pues mereció ser reimpreso el mismo año de 1614 sumando numerosas erratas a la edición anterior. Es esta segunda edición, considerada por la mayoría peor que la original, la que se ha solido utilizar para las ediciones modernas hasta hace poco.[cita requerida]
En el siglo XVIII el bibliotecario real Blas Nasarre consideró que la continuación de Avellaneda era superior a la cervantina.

## El problema del autor
No se ha encontrado hasta el momento ningún Alonso Fernández de Avellaneda, aunque hubo un tal Alonso Fernández de Zapata cura de Avellaneda (Ávila) entre 1597 y 1616. Sin embargo, con rara unanimidad, todos los cervantistas están conformes en que se trata de un seudónimo, por lo que se han llegado a proponer múltiples conjeturas y teorías sobre la verdadera autoría de la obra. Entre los autores con más probabilidades y candidatura más asentada figuran Pedro Liñán de Riaza (quien, habiendo fallecido, habría visto terminada su obra por sus amigos Baltasar Elisio de Medinilla y Lope de Vega), Bartolomé y Lupercio Leonardo de Argensola, Jerónimo de Pasamonte y Cristóbal Suárez de Figueroa. Pero este último no podría justificar los abundantes aragonesismos que se encuentran en la obra.
Se ha pensado que el prólogo fue escrito por un autor distinto al de la novela, porque de la continuación se deduciría que fue escrita por un admirador de Cervantes, mientras que el prólogo es galeato y harto ofensivo y militante contra el alcalaíno. Además, parecen existir discontinuidades en la obra que demostrarían habría quedado inconclusa y podrían explicarse si un segundo autor o autores la hubieran terminado. Como ya se ha dicho, el autor de la mayor parte demuestra tener algunos aragonesismos en su lenguaje, es muy devoto de San Bernardo y de los dominicos y, tal vez, vivió en Toledo, quizá frecuentando el círculo de los amigos de Lope de Vega, quien residió largo tiempo ahí huido de su mujer y con su amante, una actriz manchega; además, una pieza teatral de Lope es ensalzada en la obra. Nicolás Marín ha defendido que el autor del prólogo, pero no de la obra, fue Lope.
Hace algunos años Martín de Riquer abrió una pista a partir de varios indicios —tics de escritura, incorrecciones y torpezas de estilo, repetidas alusiones al rosario— que denunciarían a Jerónimo de Pasamonte, soldado y escritor que fue contemporáneo de Cervantes y combatió en Lepanto, como él, y autor de una "Vida", que no llegó a ser impresa, y que se conserva en manuscrito. En la Primera parte puede haber inspirado el personaje de Ginés de Pasamonte, el galeote, que en la segunda se metamorfosea en Maese Pedro, el titiritero.
De origen aragonés, Jerónimo de Pasamonte (que sentía la misma admiración por San Bernardo y por los dominicos que Avellaneda), habría tratado de defender a Lope de Vega de los ataques de Cervantes. Edward C. Riley  considera que esta hipótesis carece de argumentos realmente probatorios, y es improbable desde el punto de vista estilístico, si se compara la autobiografía, que no alcanzó los honores de la impresión en el siglo XVII, del propio Pasamonte, de muy escaso nivel literario, y de la que Foulché-Delbosc dijo que "Pasamonte escribía tan mal como hablaba, o incluso peor", con la trabajada versión de Avellaneda, de un estilo correcto y, en ocasiones, muy logrado. Por el contrario, Alfonso Martín Jiménez encuentra una gran cantidad de coincidencias expresivas entre la Vida y trabajos de Jerónimo de Pasamonte y el Quijote de Avellaneda, y sostiene que el propio Cervantes identificaba a Avellaneda con el aragonés Jerónimo de Pasamonte. Cervantes habría dejado numerosas muestras de su convencimiento en varias de sus obras, en las que habría realizado numerosas alusiones conjuntas a la Vida de Pasamonte y al Quijote de Avellaneda para indicar que habían sido escritas por el mismo autor, y, en la segunda parte de su Quijote, habría sugerido su nombre de pila y su apellido por medio de dos personajes relacionados con el Quijote apócrifo (don Jerónimo y Ginés de Pasamonte), indicando además de forma expresa y clara que era aragonés.
No obstante, cualquiera que sea la identificación propuesta, el prólogo de Avellaneda (atribuido por el citado Nicolás Marín a Lope de Vega, si bien no todos los autores admiten esa atribución) hirió profundamente a Cervantes (quien contesta con mucha dignidad en el prólogo a su "auténtica" Segunda Parte), al invitarle a bajar los humos y mostrar mayor modestia, además de burlarse de su edad y acusarle, sobre todo, de tener «más lengua que manos», concluyendo con la siguiente advertencia: «Conténtese con su Galatea y comedias en prosa, que eso son las más de sus Novelas: no nos canse». (Adaptado de Jean Canavaggio, Cervantes en su vivir). Otra hipótesis sostiene que la obra fue empezada por Pedro Liñán de Riaza, y luego fue acabada de consuno entre los amigos que Lope de Vega tenía en Toledo por entonces, el poeta Baltasar Elisio de Medinilla y el propio Lope quizás.
Recientemente, por análisis de léxico, se ha propuesto que Cristóbal Suárez de Figueroa sería el verdadero autor de esta obra. Sería una venganza contra Cervantes por haberse interpuesto en sus planes de acompañar al Conde de Lemos a Nápoles, de donde había sido nombrado virrey. Figueroa se desplazó a Barcelona en un intento desesperado de embarcarse con el séquito del virrey, pero no consiguió audiencia. Rabioso por ello, deslizó en su libro España defendida unas durísimas estrofas contra Cervantes. Este, a su vez, le satirizó en el conocido episodio de la imprenta de Barcelona, mofándose de cierto traductor de italiano y editor de sus libros.
En la edición de Cátedra del año 2010, el catedrático Alfredo Rodríguez López-Vázquez ha propuesto a José de Villaviciosa como el autor que se esconde detrás del seudónimo Avellaneda. José de Villaviciosa estudió en Sigüenza y Alcalá, lugares esenciales en el itinerario de la obra, además de tener un hermano y una hermana religiosos en Toledo, lo que también refuerza la autoría por la novela inserta de Los dos amantes y el final de la obra.
También se ha destacado el hecho de que Avellaneda, en el capítulo 21 del Quijote apócrifo, muestra conocer con detalle la cofradía del Rosario Bendito de Calatayud, pues uno de sus personajes (un canónigo de Calatayud) se propone ingresar en ella y la elogia, indicando el número de los 150 miembros que la componen y las indulgencias que se otorgaban en ella por el rezo del rosario. El dato puede ser relevante para descartar a casi todos los candidatos propuestos a la autoría del Quijote apócrifo, pues ninguno de ellos pudo conocer esa cofradía ni tendría interés en destacarla, con la única excepción de Jerónimo de Pasamonte. Este indicó en su autobiografía que a los trece años ingresó en esa cofradía, de la que fue devoto toda su vida, y también se refiere a las indulgencias que se ofrecían en ella por el rezo del rosario. Si el canónigo de Avellaneda pretende ingresar en esa cofradía, Pasamonte formó parte de ella, ambos la destacan elogiosamente y se refieren a las indulgencias que otorgaba. Además, Jerónimo de Pasamonte era uno de los 150 miembros que formaban parte de esa cofradía, por lo que aparece representado de forma indirecta en el Quijote apócrifo. La mención y elogio en el Quijote apócrifo de la cofradía del Rosario Bendito de Calatayud no solo reforzaría que Avellaneda pudo ser Jerónimo de Pasamonte, sino que descartaría a cualquier candidato que no pudiera haberla conocido de forma precisa.
En la película Cervantes contra Lope (Manuel Huerga, 2016), se hace ver que el soldado aragonés Jerónimo de Pasamonte se atribuyó en su autobiografía el comportamiento heroico que había tenido Cervantes en la batalla de Lepanto, motivo por el cual Cervantes lo satirizó en la primera parte del Quijote, convirtiéndolo en el galeote Ginés de Pasamonte. Y, en venganza de la sátira cervantina, Jerónimo de Pasamonte escribió el Quijote apócrifo. Aunque en la película se presenta a Pasamonte como autor de la obra apócrifa, Cervantes aparece en ella convencido de que Avellaneda era Lope de Vega. Sin embargo, el propio Cervantes indicó cuatro veces y de manera inequívoca en la segunda parte de su Quijote que Avellaneda era aragonés, lo que indica que no podía identificarlo con Lope de Vega, nacido en Madrid.

## Influencia sobre Cervantes
Don Quijote, por casualidad, descubre en el capítulo 59 de la Segunda Parte de la obra dedicada a él que existe ya una continuación de su "historia". Por lo que aprende de ella, Don Quijote está más que molesto, porque le pinta como desenamorado de Dulcinea. Se supone que tras este disgusto de Don Quijote está el de Cervantes, quien hace que un personaje de la obra de Avellaneda, el granadino Álvaro Tarfe, aparezca en la suya (capítulo 72). Para hacer constar la falsedad de la obra de Avellaneda, ante un escribano y el alcalde del "lugar" donde se encuentran, jurídicamente y "con todas las fuerzas que en tales casos debían hacerse", Tarfe declara que el Don Quijote de la obra de Avellaneda no corresponde a la "auténtica" Don Quijote presente. Más adelante, en el capítulo 70, Altisidora cuenta que en una visión, ve que los diablos del infierno usan el libro de Avellaneda como pelota, comentando uno que es tan malo "que si de propósito yo mismo me pusiera a hacerle peor, no acertara".
Aún más, aparece el nombre "genuino" de Don Quijote: Alonso Quijano. En la Primera Parte jamás se especifica el nombre del caballero manchego. Pero para recalcar aún más la falsedad de la continuación de Avellaneda, donde el nombre del protagonista es Martín Quijada, en el último capítulo de la obra cervantina se aprende su verdadero nombre.
En su testamento, Alonso Quijano condena otra vez al "autor que dicen que compuso" la obra de Avellaneda, un "escritor fingido y tordesillesco", por lo cual se supone que Cervantes sabía que Avellaneda era seudónimo, pero que no llegó a identificar a su verdadero autor.
El texto también sugiere que Cervantes haya hecho morir a Alonso Quijano, quien en la "fuesa" (fosa) "real y verdaderamente yace tendido de largo a largo", para que no pueda "hacer nueva salida", según reza el último párrafo de la obra.
Se especula que los ataques de Cervantes hayan sido contraproducentes, haciendo que lectores modernos acudan a la obra de Avellaneda, y que sin estos comentarios suyos la obra de "Avellaneda" estaría casi olvidada.
Sin embargo, es muy posible que sin el estímulo proveído por la continuación de Avellaneda, Cervantes no habría acabado la suya, abandonada durante años. Simplemente porque el libro aparece por primera vez en el capítulo II, 59, no se puede concluir que Cervantes llegó a tener conocimiento del libro mientras redactaba dicho capítulo. Pudo haberlo conocido bastante antes.

## Traducciones
El Quijote de Avellaneda fue traducido al francés por Alain-René Lesage, quien publicó en París en 1704 una versión considerablemente modificada de la obra, con el título de Nuevas aventuras del admirable don Quijote de la Mancha (Nouvelles Aventures de l'Admirable Don Quichotte de la Manche, composées par le licencié Alonso Fernández de Avellaneda). La versión de Lesage, que suprimió pasajes y episodios y agregó otros, alcanzó cierta popularidad. Sin embargo, no fue reimpresa sino hasta 1828.

## Otras continuaciones del Quijote en los siglosXVIIyXVIII
Después de la de Fernández de Avellaneda, las siguientes continuaciones del Quijote fueron escritas en francés: Historia del admirable don Quijote de la Mancha, en dos partes escritas respectivamente por Filleau de Saint-Martin y Robert Challe, y Continuación nueva y verdadera de la historia y las aventuras del incomparable don Quijote de la Mancha, de autor desconocido.